# 埃里克·约翰松
埃里克·约翰松（瑞典語：Erik Johansson，1927年9月29日—1992年12月16日），瑞典男子冰球运动员，1944年开始职业生涯。他曾代表瑞典参加1952年冬季奥林匹克运动会冰球比赛，获得一枚铜牌。